# 契氏鸟属
契氏鸟属（学名：Chiappeavis）是反鸟亚纲的一个属，生存于早白垩世的中国东北，仅含一个物种，称作巨前颌契氏鸟（Chiappeavis magnapremaxillo），是从热河群九佛堂组发现的一具近乎完整且带有羽毛印痕的骨骼中获知的。契氏鸟被归类于鹏鸟科。契氏鸟修长的羽毛形成扇形尾部，可能被应用于飞行。
属名致敬路易斯·契亚普对中生代鸟类研究的贡献，种名指前颌骨异常巨大的尺寸。
唯一已知标本（正模标本STM29-11）发现于辽宁省建昌县，现保存于山东省平邑县的山东省天宇自然博物馆。

## 描述
契氏鸟在鹏鸟科中尤为巨大。颅骨从侧面看呈三角形，吻尖很钝。由于前颌骨侧面凸出，下颚尖部略微上弯。该属要么无齿，要么唯一已知化石中未保存牙齿。但契氏鸟更有可能像其近亲戈壁鸟一样无齿。
正模标本保存了翅膀及尾部羽毛印痕。契氏鸟约有十根尾羽，中间两根最长（约74厘米），最外边的最短（约56厘米）。尾羽所附着的尾综骨又宽又短，属典型鹏鸟科特征。翅膀上的飞羽则宽得多，长达140厘米。
该属可根据众多独特特征与近亲相区分，包括前上颌骨下缘凸出、前上颌骨修长的鼻突几乎触及后面的额骨、骶骨由八块椎骨组成、内骨小梁外缘凹陷及胫骨上端倾斜。